# امبولومبولو
امبولومبولو یک بخش اداری در شهرستان کاراتو از توابع استان آروشا در کشور تانزانیا است. بر پایه نتایج سرشماری عمومی نفوس و مسکن که در سال ۲۰۰۲ توسط دولت تانزانیا انجام شد جمعیت این بخش بالغ بر ١٧٤١٨ نفر اعلام شده‌است.